# 歌ってみた 恋してみた
『歌ってみた 恋してみた』（うたってみた こいしてみた）は、2019年7月6日公開の日本映画である。

## 概要
予算100万円のインディーズ映画ながら、国内外の映画祭に出品される。
ユーラシア国際映画祭にて映画賞を受賞。
公開後にはオデッサ・エンタテイメントよりDVDリリースされた。

## キャスト
- 上埜すみれ - ゆうこ
- 大島薫 - ひかる
- 本村壮平 - そうすけ
- マメ山田 - マメ山田
- 小林梓 - あずーる
- 深琴 - リカ
- しじみ - ゆりか
- 衣緒菜
- 佐藤ザンス
- 川端さくら
- カメレオール
- エリマキング
- 絵本オオカミ
- やぶさきえみ
- 繫田健治